# جيك ستيفنز
جيك ستيفنز (بالإنجليزية: Jake Stephens)‏ هو لاعب كرة قاعدة أمريكي، ولد في 10 فبراير 1900، وتوفي في 5 فبراير 1981 في يورك في الولايات المتحدة.